# Юванашва
Юванашва (санскр. युवनाश्व; IAST: Yuwanāśwa,) — персонаж индуистской мифологии, царь сурьяванши, потомок Пуранджаи. Согласно Вишну-пуране, у Юванашвы не было детей. Поэтому он провел священную церемонию под руководством мудрецов, чтобы получить потомство. Церемония закончилась в полночь. В результате церемонии мудрецы получили святую воду, которую должна была выпить его жена, чтобы забеременеть. Мудрецы хранили воду в кувшине.
В полночь Юванашва, почувствовав жажду, не знал, что ритуальная вода хранится в кувшине, и выпил её. Поэтому зародыш начинает расти в его теле изо дня в день. Когда пришло время для рождению ребёнка, он появился на свет через правую сторону тела Юванашвы. Чудом Юванашва не погиб при родах.
Юванашва не знал, кто будет матерью его ребёнка. Тогда дэва Индра пришёл к Юванасве и сказал, что готов быть няней ребёнка. Младенца назвали Мандхатри, от санскритского «мам дхата», что означает «Я хочу быть его опекуном». Воспитываемый Индрой, ребёнок вырос всего за один день. Позже он стал правителем своего царства.